# Mosoccancha
Mosoccancha es una localidad y comunidad campesina perteneciente al Distrito de Yauli, provincia homónima del Departamento de Huancavelica en Perú. 
Está ubicado en la margen derecha, al sureste de la capital distrital. 
Economía basada en la agricultura (papa, trigo, cebada, olluco, etc.), ganadería (ovino, vacuno, porcino, etc.) y textilería.